# Neuhofen an der Ybbs
Neuhofen an der Ybbs er en købstadskommune i distriktet Amstetten i Niederösterreich i Østrig ca. 10 km syd for byen Amstetten. Kommunen har 3.048 indbyggere pr. 1. januar 2022.
Neuhofen an der Ybbs ligger i alpeforlandets bakkede område. 20 % af kommunen er dækket af skov. Selvom navnet antyder det modsatte, så ligger byen ikke ud til floden Ybbs men ligger omkring 5 km øst for floden.

## Underinddeling
Købstadskommunen er underopdelt i syv Katastralgemeinden:
- Amesleithen
- Kornberg
- Neuhofen an der Ybbs
- Perbersdorf
- Scherbling
- Schindau
- Toberstetten

## Historie
Neuhofen er i Østrigs historie mest kendt som "Østrigs vugge", idet den første skriftlige kilde til navnet Ostarrîchi, der senere blev til Österreich, nævnes i et dokument udfærdiget i Bruchsal i 996. Heri nævnes en region, der almindeligvis kaldes Ostarrîchi ("regione vulgari vocabulo Ostarrîchi"), hvormed der var ment området omkring Neuhofen an der Ybbs ("in loco Niuuanhova dicto"). Kejser Otto III. skænkede med dokumentet biskoppen af Freising 950 hektar land omkring Neuhofen.

## Politik
Efter kommunalvalget i 2020 er byrådet sammensat af:
- ÖVP: 16
- SPÖ: 3
- FPÖ: 2